# Рубцовский индустриальный институт
Рубцовский индустриальный институт — филиал государственного образовательного учреждения «Алтайский государственный технический университет им. И. И. Ползунова», высшее учебное заведение, осуществляющее подготовку и переподготовку работников машиностроения.

## История
10 января 1946 года Постановлением Совета Министров СССР в городе Рубцовске на базе градообразующего предприятия Алтайский тракторный завод был создан учебно-консультационный пункт Московского заочного института металлообрабатывающей промышленности, руководителем этого пункта был назначен профессор Т. А. Животовский. Уже в 1946 году начали проводиться занятия с первой группой слушателей по таким специализациям как теоретическая механика, теория механизмов и машин, детали машин и сопротивление материалов, начертательная геометрия, электротехника, металлорежущие станки и технология машиностроения. В числе первых преподавателей пункта были такие известные учёные-машиностроители как Х. Я. Тейтельбаум и Ф. Ф. Анапу.
4 сентября 1947 года на базе учебно-консультационного пункта был создан Рубцовский филиал который вошёл в состав Алтайского государственного технического университета. В 1952 году в Рубцовском филиале состоялся первый выпуск одиннадцати инженеров-технологов и шестнадцати инженеров для машиностроительной отрасли. С 1955 года на филиале началась подготовка по новым специализациям: автомобили и тракторы и машины и технология литейного производства. С 1959 года Рубцовский филиал был переименован в Рубцовский вечерний факультет АГТУ и была создана новая специализация — сельскохозяйственные машины. За период с 1961 по 1970 год факультетом было подготовлено свыше тысяча двести пятьдесят инженерно-технических кадров для нужд машиностроения.
В 1983 году распоряжением Министерства высшего и среднего специального образования РСФСР Рубцовский вечерний факультет был преобразован в высшее техническое учебное заведение — Рубцовский завод-втуз и в 1984 году начались первые занятия по новой системе завод-втуз.
28 октября 1987 года Приказом Министерства высшего и среднего специального образования СССР Рубцовский завод-втуз был приписан к Алтайскому тракторному заводу и стал филиалом Алтайского политехнического института, в 1988 году был выбран первый ректор этого высшего учебного заведения. Уровень в подготовке студентов в Рубцовском заводе-втузе считался выше чем уровень подготовки в похожих ведущих технических вузах Сибири.
1 апреля 1994 года Приказом Государственного комитета Российской Федерации по высшему образованию на базе Рубцовского завода-втуза был создан Рубцовский индустриальный институт, на правах филиала вошедший в структуру Алтайского государственного технического университета, учебной и научной работой института осуществляет Учёный совет, в учебной структуре института было создано семь факультетов: электротехнический, гуманитарно-экономический, технологический, аграрно-технический, среднего специального образования, повышения квалификации и заочной формы обучения, а так же двадцать кафедр для подготовки инженерных кадров по шестнадцати различным специальностям технического, экономического и гуманитарного профиля. В 1995 году при Рубцовском индустриальном институте была открыта техническая физико-математическая школа.

## Учебная и научная деятельность
- Технический факультет
  - Кафедра «Прикладная математика»
  - Кафедра «Гуманитарные дисциплины»
  - Кафедра «Электроэнергетика»
  - Кафедра «Наземные транспортные системы»
  - Кафедра «Строительство и механика»
  - Кафедра «Техника и технологии машиностроения и пищевых производств»
  - Кафедра «Экономика и управление»
  - Кафедра «Физическая культура и спорт»
- Факультет заочной формы обучения
- Центр повышения квалификации и переподготовки кадров
- Центр изучения иностранных языков
- Центр детского научного и технического творчества[5]

## Руководство
Основной источник:
- 1946—1952 — профессор Т. А. Животовский
- 1952—1961 — А. К. Орлов
- 1961—1966 — А. А. Кутумов
- 1966—1969 — к.т. н. В. Н. Фунтиков
- 1969—1974 — к.т. н. А. И. Клишин
- 1974—1983 — к.т. н. Н. Т. Путятин
- 1983—1988 — к.т. н. В. Б. Бутыгин
- 1988—1998 — к.т. н. В. Л. Жихарев
- 1998—2011 — д-р.физ.-мат. н. С. А. Гурченков
- 2011 — 2022 – д.т.н. А. А. Кутумов
- 2022 - н.в. – к.э.н. А. В. Сорокин

## Известные преподаватели
Основной источник:
- Ф. Ф. Анапу — заслуженный деятель науки и техники РСФСР
- Х. Я. Тейтельбаум — лауреат Государственной премии СССР